# Храм Илии Пророка (Жаркент)
Храм во имя Пророка Божия Илии (город Жаркент) — православный храм во имя Пророка Божия Илии, является памятником архитектуры, был построен в 1892 году в стиле Верненского собора.

## Описание
Здание храма представляет собой рубленное здание с богато украшенной резьбой, построенное из тянь-шаньской ели и стоящее на кирпично-известковом фундаменте. Здание храма имеет крестообразную и пятиглавую форму. Ширина церкви с севера на юг — 6,114 саженей, с запада на восток — 11,83 сажени. Алтарь храма имеет параметры: длина — 2 сажени, высота — 2 сажени, ширина — 2,83 саженей. Кресты храма покрыты червленым железом и бронзой. Вместительность храма составляет 750 человек. Храм имеет звонницу из шести колоколов. Здание храма было спроектировано по проекту архитектора Тропоревского. Проект был утвержден военным губернатором Чановым и Преосвященным Аркадием.

## История
12 августа 1882 года священнослужителем Павлом Белояровым, возглавлявшим церковь святителя Николя был поднят вопрос о возведении храма. Строительство храма велось более 5 лет. Основными средствами при возведении храма были благотворительные пожертвования. 16 октября 1898 года Святой Антиминс (прямоугольный матерчатый плат с вышитой иконой) был освящен Туркестанским Епископом и Ташкентским Аркадием (Капринским), выдан он был 5 декабря 1900 года. 22 декабря 1900 года храм освятили священники Михаил Осоперский, Виктов Иларионов и Александр Коморевский. При СССР здание церкви было закрыто и использовалось в качестве склада зерновых культур, спортивного зала, училища и клуба, что привело к обветшанию здания. С 1991 года по 1994 год в церкви проводились работы по реконструкции здания. Церковь начала функционировать в 1991 году. С 17 мая 1992 года настоятелем церкви является священник Павел Иванов — ныне игумен Вианор. На территории церкви расположен «Иордани», который был построен и освещен 23 июля 2010 года.
Благодаря архитектурной конструкции здание не пострадало от сильнейшего землетрясения в 11-12 балов в 1910 году.

## Святыни храма
В храме хранятся и выставлены следующие святыни:
- частицы мощей священномученика Василия (Колмыкова), иерея Джаркентского и иже с ним убиенных Джаркентских ново мучеников, обретение мощей которых состоялось 26 апреля 2002 года на кладбище станицы Подгорненской (ныне — посёлок Кыргысай)
- икона с изображением всех 15 мучеников (14 ещё не канонизированы, ведется сбор данных)
- частица мощей святителя Иннокентия, епископа Иркутского
- частицы мощей преподобномучеников Алма-Атинских Серафима и Феогноста
- частица мощей священно исповедника Николая (Могилевского)
- частицы мощей Оптинских старцев
- чтимый старинный образ Матери Божей, именуемый «Всех скорбящих Радосте»
- икона святителя Николая, архиепископа Мир Ликийских, чудотворца, принадлежавшая старосте храма села Подгорного мученику Зосиме (Фунтикову) и переданная в день обретения святых мощей его внучкой Верой Игнатьевной Стариковой.

При приходе храма действует библиотека и воскресная школа.